# Aeroportul Gamètì/Rae Lakes
Aeroportul Gamètì/Rae Lakes (IATA: YRA, ICAO: CYRA) este un aeroport din Gamètì⁠(d), Teritoriile de Nord-Vest, Canada.
Situat la o altitudine de 221 m, aeroportul dispune de 1 pistă.

## Infrastructură

### Piste
Aeroportul dispune de o singură pistă. Pista are orientarea 14/32. 